# Opel 10/20 PS
Der Opel 10/20 PS war ein Pkw der Oberklasse, den die Adam Opel KG nur im Jahre 1910 als Nachfolger des Modells 10/18 PS baute.

## Geschichte und Technik
Der neue 10/20 PS entsprach im Wesentlichen seinem direkten Vorgänger.
Der Motor war ein aus zwei Blöcken zusammengesetzter Vierzylinder-Blockmotor, allerdings mit 2614 cm³ Hubraum (Bohrung × Hub = 80 mm × 130 mm), der 20 PS (14,7 kW) bei 1600/min leistete. Der seitengesteuerte Motor war wassergekühlt, der Kühlmittelumlauf wurde durch eine Zentrifugalpumpe bewirkt. Zur Kraftübertragung an die Hinterachse hatte der Wagen eine Lederkonuskupplung (Vorgänger: Metallkonuskupplung), ein manuelles Dreiganggetriebe und eine Kardanwelle. Die Höchstgeschwindigkeit des Wagens lag bei 70 km/h.
Der Rahmen war aus Stahlblech-U-Profilen zusammengesetzt. Die beiden Starrachsen waren an halbelliptischen Blattfedern aufgehängt. Die Betriebsbremse war eine Innenbackenbremse, die auf die Getriebeausgangswelle wirkte. Die Handbremse wirkte auf die Trommeln an den Hinterrädern.
Verfügbar war der 10/20 PS als viersitziger Doppelphaeton, viersitziger Tourenwagen, viertürige Limousine und ebensolches Landaulet. Der Coupéaufbau des Vorgängers war nicht mehr erhältlich. Mit dem billigsten Aufbau (Doppelphaeton) kostete er 7.500 RM, 1000 RM weniger als der 10/18 PS.
Der 10/20 PS wurde bis Ende 1910 gebaut. 1911 kam der größere Nachfolger 10/24 PS.